# Вулиця Казимира Великого (Краків)
Вулиця Казимира Великого в Кракові (вулиця Казімєжа Великого, пол. Ulica Kazimierza Wielkiego) — однопроїзна асфальтова вулиця, розташована у дільниці V Кроводжа. Починається від площі Теодора Аксентовича і тягнеться на північний захід паралельно до вулиці Крулевської, сходячись до неї в кінці. Перетинає вулиці ul. Józefitów, ul. Kujawska, вул. Ужендніча (ul. Urzędnicza), ul. Nowowiejska, ul. Racławicka, ul. Bytomska, ал. Київська (al. Kijowska), ul. Kronikarza Galla, ul. Lucjana Siemieńskiego, ul. Przeskok, ul. Kadecka, Млинувка Крулєвська (Młynówka Królewska).
На ній була розтошована резіденція ради і правління дільниці V Кроводжа, численні службові приміщення та навчальні заклади (Kolegium Europejskie w Krakowie). Житлові будинки вздовж вулиці переважно в стилі модерн.

## Історія
Вулиця збігається з ходом середньовічного шляху, що веде з Кракова до Королівського палацу в Лобзові. На початку XIX століття його називали Прусським шляхом. У 1849—1855 роках його озеленили і перебудували. Він також набув стратегічного значення як під'їзна дорога до укріплень. На межі XIX-го і XX-го століть частина вулиці у Новій Всі називалася Нововейською, а частина в Лобзові — Казімєжа Великого. Після включення обох поселень до складу міста Краків у 1912 році сучасна назва поширилася на всю вулицю. У 1930-х роках вулиця мала трамвайне сполучення з Ринковою площею, яке в 1941 році було перенесено на паралельну вулицю Крулевську.

## Галерея

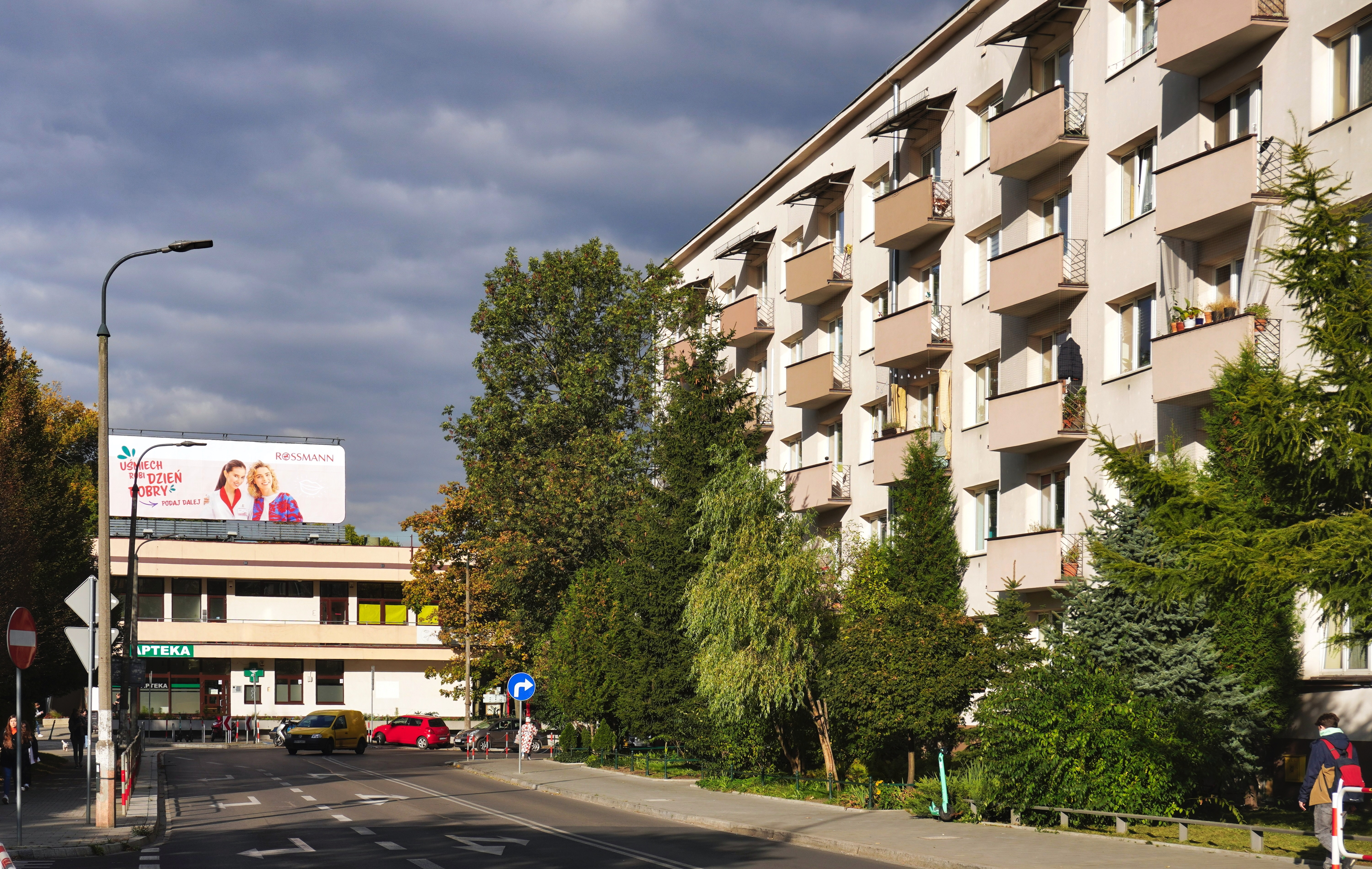
Вигляд від перехрестя з вул. Крулєвська на північ
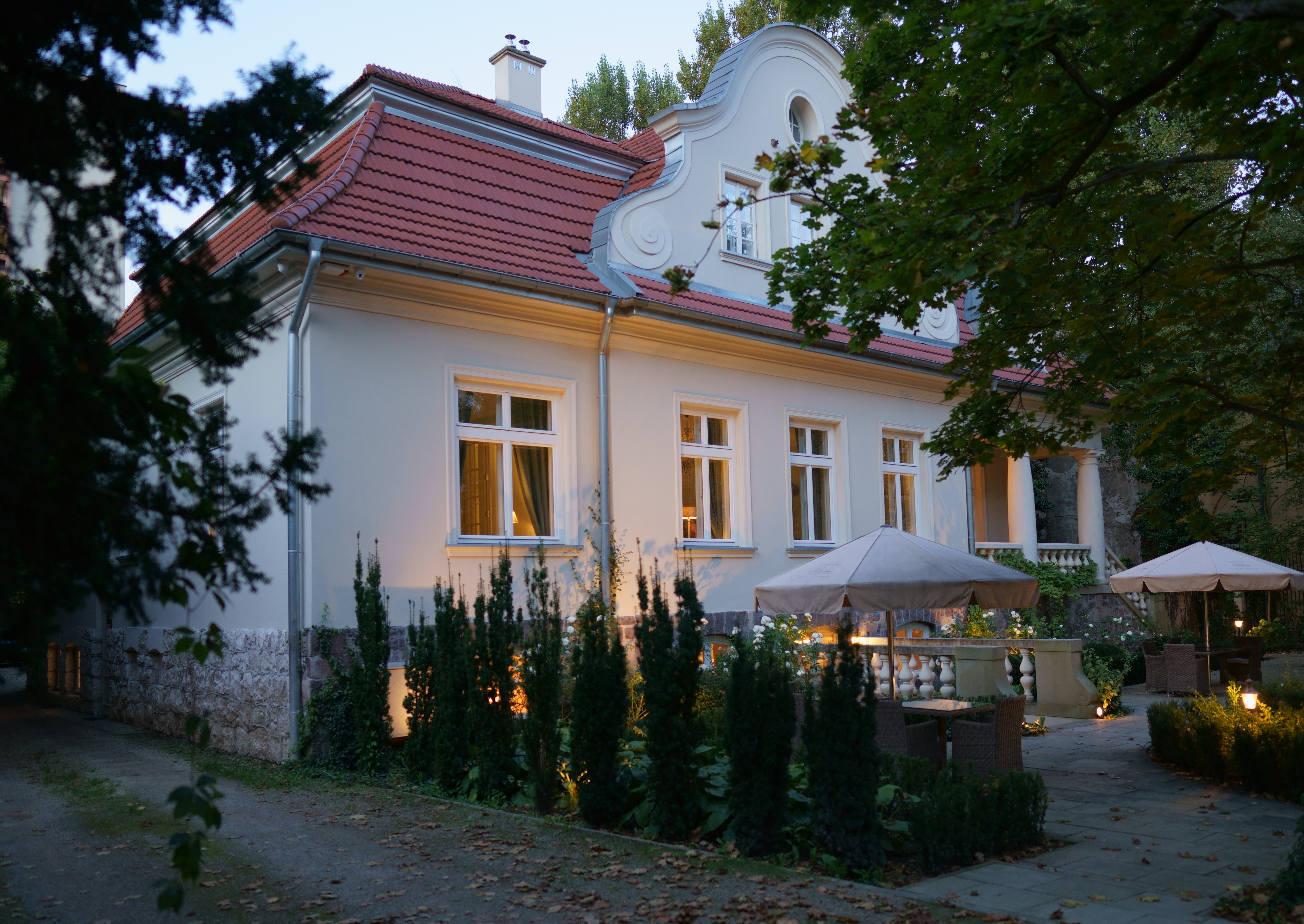
вул. Казимира Великого 105 Вілла Фредерика Паутча.